# José Demetrio Rodríguez
José Demetrio Rodríguez (Sevilla, febrero de 1780-Madrid, 2 de junio de 1846) fue un botánico español.

## Biografía
Cursó sus estudios de Botánica con el padre Pedro Abat, su maestro de 1786 a 1800, en el Jardín botánico de la Regia Sociedad de Medicina y Demás Ciencias de Sevilla. Tras esta primera etapa estudiantil se mudó a Madrid, donde, junto con Mariano Lagasca, fueron los discípulos preferidos de A. J. Cavanilles en el Real Jardín Botánico de Madrid.
En 1803, Cavanilles envió a Lagasca y a Rodríguez a recolectar material para la continuación de la Flora de España iniciada por el catalán Miguel Bamades Mainader (1708-1771).
Así Rodríguez recorre la parte sur de España, recogiendo muchísimas plantas, algunas nuevas, que en 1816 publicará Lagasca en su Genera et species plantarurn, qaae novaesant aur nondum recte cognascantur.
En 1804, tras la muerte de Cavanilles, Rodríguez siguió como agregado al Real Jardín Botánico de Madrid, donde enseñó como profesor segundo de Botánica entre 1806 y 1827. Colaborará en la redacción de la Flora peruviana et chilensis, y en la Ceres hispánica de Lagasca. Aunque siempre estuvo muy ligado a la docencia, no es hasta la muerte de Mariano Lagasca en 1839 que consigue convertirse en catedrático. En 1839 fue regidor del ayuntamiento de Madrid. También ese mismo año empezó a dirigir el Real Jardín Botánico de Madrid hasta su deceso en 1846.
- La abreviatura «Rodr.» se emplea para indicar a José Demetrio Rodríguez como autoridad en la descripción y clasificación científica de los vegetales.[4]